# ووینوفکا
ووینوفکا (انگلیسی: Voinovka) یک شهرک در شهرستان گافوریسکی استان باشقیرستان کشور روسیه است.